# Maurice Pelling
Maurice James Pelling est un directeur artistique britannique né en 1920 à Romford (Angleterre) et mort en 7 juin 1973 à Dénia (Province d'Alicante, Espagne).

## Filmographie (sélection)
- 1957 : Intelligence Service (Ill Met by Moonlight) de Michael Powell et Emeric Pressburger
- 1960 : Le Voyeur (Peeping Tom) de Michael Powell
- 1960 : Coulez le Bismarck ! (Sink the Bismarck!) de Lewis Gilbert
- 1963 : Cléopâtre (Cleopatra) de Joseph L. Mankiewicz
- 1964 : Goldfinger de Guy Hamilton
- 1967 : La Griffe (The Double Man) de Franklin J. Schaffner
- 1969 : Enfants de salauds (Play Dirty) d'André De Toth
- 1972 : Antoine et Cléopâtre (Antony and Cleopatra) de Charlton Heston

## Distinctions
- Oscars 1964 : Oscar des meilleurs décors pour Cléopâtre